# Volmunster
Volmunster település Franciaországban, Moselle megyében. Lakosainak száma 774 fő (2022. január 1.). Volmunster Breidenbach, Epping, Hottviller, Lengelsheim, Loutzviller, Nousseviller-lès-Bitche és Ormersviller községekkel határos.

## Népesség
A település népessége az elmúlt években az alábbi módon változott:
| Lakosok száma | 833  | 811  | 824  | 793  | 783  | 777  | 768  | 771  | 774  |
|               | 2013 | 2015 | 2016 | 2017 | 2018 | 2019 | 2020 | 2021 | 2022 |